# Íñigo Domínguez Durán
Íñigo Domínguez Durán  (Tolosa, Guipúzcoa, 8 de enero de 1979) es un entrenador de fútbol español.

## Trayectoria
Inició su andadura como entrenador a los 19 años, dirigiendo al Equipo Cadete de 1.ª y Liga Vasca del Tolosa Club de Fútbol durante las temporadas 1998/99, 1999/00 y 2000/01.
Ficha por la Real Sociedad entrenando al Cadete de Honor durante las temporadas 2002/03 y 2003/04.
En el año 2004 se hace cargo de la formación del primer equipo femenino de la Real Sociedad, consiguiendo en su primera temporada 2004/05 el ascenso a la categoría Nacional.
La temporada 2005/06 logra el ascenso del equipo femenino a la Superliga consiguiendo terminar la temporada 2006/07 en mitad de la tabla.
La temporada 2007/08 se incorpora a la secretaría técnica de la Real Sociedad y ese mismo año, con la llegada de Juan Manuel Lillo al primer equipo, entra en el cuadro técnico del primer equipo como ayudante del entrenador, labor que desempeñó en la temporada 2008/09.
El 20 de diciembre de 2009, se incorporó como entrenador de la UD Almería Juanma Lillo, donde Iñigo Domínguez entra en el cuadro técnico como adjunto al entrenador hasta final de temporada. Tras conseguir la permanencia, su contrato fue prorrogado el 20 de mayo de 2010 por una temporada más.
En diciembre de 2013, la prensa anuncia la llegada de Juanma Lillo a Colombia, acompañado de su cuerpo técnico, para convertirse en entrenador de Millonarios FC. De enero a septiembre de 2014 Iñigo será el asistente técnico del entrenador en el equipo embajador.
En junio de 2016 llega al Sevilla FC dentro del cuerpo técnico del entrenador Jorge Sampaoli.
El 21 de junio de 2017 es anunciado como nuevo asistente técnico de Juan Manuel Lillo para dirigir al Atlético Nacional de Colombia. El 5 de diciembre de 2017 junto con el entrenador Juan Manuel Lillo renunció a su cargo.
El 17 de septiembre de 2018 fichó como adjunto al entrenador Juan Manuel Lillo por el Vissel Kobe japonés tras la destitución del anterior técnico. Tras debutar en la liga japonesa en el Visel Kobe, el 17 de abril de 2019 abandonaron el club.
En agosto de 2019 Juan Manuel Lillo e Iñigo Domínguez fichan por el Qingdao Huanghai de China, como entrenador y asistente respectivamente. Con ellos, el equipo sube de la Primera Liga China a la Superliga China pero debido al COVID-19 abandonan China y renuncian a su cargo.
El 5 de marzo de 2021, se incorpora al Olympique de Marsella, pasando a formar parte del cuerpo
técnico del entrenador Jorge Sampaoli. El OM finaliza la temporada 2020/21 en 5º lugar de la
Ligue 1, clasificándose para la Liga Europa.
La temporada 2021/22 el Olympique de Marsella, consigue el subcampeonato de la Ligue 1 y se clasifica para disputar la Champions League.
El 16 de junio de 2022, ficha como segundo entrenador del equipo Al-Sadd de Catar, dirigido por Juan Manuel Lillo
A partir de la temporada 2023/24 se incorpora al Manchester City, formando parte del
equipo Técnico de Pep Guardiola

## Clubes

### Como entrenador
| Club                     | País   | Año       |
| ------------------------ | ------ | --------- |
| Tolosa CF (cadete A)     | España | 1998-2001 |
| Real Sociedad (cadete B) | España | 2002-2004 |
| Real Sociedad Femenino   | España | 2004-2007 |

### Como asistente
| Club                  | País       | Año              | Asistente de   |
| --------------------- | ---------- | ---------------- | -------------- |
| Real Sociedad         | España     | 2008-2009        | JuanMa Lillo   |
| Almería               | España     | 2010             | JuanMa Lillo   |
| Millonarios           | Colombia   | 2014             | JuanMa Lillo   |
| Selección Absoluta    | Chile      | 2015-2016        | Jorge Sampaoli |
| Sevilla               | España     | 2016-2017        | Jorge Sampaoli |
| Atlético Nacional     | Colombia   | 2017             | JuanMa Lillo   |
| Vissel Kobe           | Japón      | 2018-2019        | JuanMa Lillo   |
| Qingdao Huanghai      | China      | 2019-2020        | JuanMa Lillo   |
| Olympique de Marsella | Francia    | 2021-2022        | Jorge Sampaoli |
| Al-Sadd Sports Club   | Catar      | 2022-2023        | JuanMa Lillo   |
| Manchester City       | Inglaterra | 2023-Actualmente | Pep Guardiola  |